# Корнель Філіпович
Ко́рнель Філіпо́вич (пол. Kornel Filipowicz, 27 жовтня 1913, Тернопіль — 28 лютого 1990, Краків) — польський прозаїк, сценарист і поет. Автор 40 книжок, відомий головно своїми короткими літературними формами.

## Життєпис
Корнель Філіпович народився в Тернополі, в сім'ї урядовця Корнеля Филиповича і Станіслави Филипович. Батьки назвали його Іллею. Згодом син змінив це ім'я на «Корнель». Наприкінці Першої світової війни вся його родина переїхала на захід і з 1923 року мешкала в Цешині, де Філіпович закінчив початкову школу, а в 1932 році — гімназію з математично-природничим ухилом. Він належав до групи молодих цешинських письменників, що діяли під керівництвом Юліана Пшибося.
З 1933 року Філіпович студіював біологію в Ягеллонському університеті і брав участь у діяльності лівих організацій. У 1936—1939 роках був співредактор антинацистського авангардистського щомісячника Nasz Wyraz («Наш вираз»), в якому переважала літературна тематика. 1934 року Філіпович дебютував опублікованим у часописі Zaranie Śląskie оповіданням Zapalniczka («Запальничка») і віршем, опублікованим у газеті Gazeta Artystów.
Під впливом Пшибося зацікавившись сучасним мистецтвом, Філіпович зблизився з колами тодішніх авангардистів, приятелював із членами «Краківської групи» (Grupa Krakowska) — митецького угруповання студентів Краківської академії образотворчих мистецтв Генриком Віцінським, Йонашем Штерном, Леопольдом Левицьким та іншими, а також із членами трупи театру Cricot, що його заснував plЙосип Ярема. Філіпович публікував у пресі рецензії на теми мистецтва. Після вибуху Другої світової війни воював рядовим у Польській кампанії 1939 року на західному фронті, потрапив у німецький полон, із якого втік. У 1940—1943 працював службовцем на каменеломні в Загнанську, потім у Кракові — в антикварній крамниці й у будівельному бюро. Залучився до підпільної діяльності в групі ліво налаштованих польських інтелектуалів Polska Ludowa («Народна Польща»), якою керував Іґнаци Фік. У 1943-му Філіпович підпільно видав у десяти примірниках збірку віршів Mijani («Проминуті»), яку проілюструвала Марія Ярема. У квітні 1944 року письменника заарештувало гестапо. Він відбував ув'язнення спершу в Кракові, а тоді в концтаборах Ґросс-Розен і Заксенгаузен. Після війни оселився у Кракові.
У 1947 році за твір Krajobraz niewzruszony («Незворушний краєвид») Філіпович дістав Літературну премію міста Кракова. Співпрацював з виданнями Odrodzenie, Dziennik Literacki, Życie Literackie, Tygodnik Powszechny та Odra.
1953 року Корнель Філіпович був один із 53 письменників, що підписали Резолюцію краківського відділу Спілки польських літераторів про процес священиків Краківської курії. У цьому документі схвалено вирок смерті чотирьом підсудним, безпідставно звинуваченим у шпигунстві на користь США.
У 1950-1960-х роках Корнель Філіпович і брати́ Тадеуш Ружевич та Станіслав Ружевич працювали в складі творчої неформальної групи Miczura-Film. Зокрема, разом із Тадеушем Ружевичем Корнель Філіпович написав сценарії фільмів Moje miejsce na ziemi — «Моє місце на землі» (1959) і Głos z tamtego świata — «Голос із потойбіччя» (1962).
На початку 1970-х письменник перебував у середовищі демократичної опозиції. Був членом ПЕН-клубу. 1975 року Корнель Філіпович у числі 59 дисидентів підписав «Лист-59», у якому відкрито висловлено протест проти змін у Конституції Польської Народної Республіки, зокрема проти впровадження статей про керівну роль ПОРП і непорушну дружбу з СРСР. 1978 року Філіпович разом з іншими заснував неформальне Товариство наукових курсів і став його членом. На початку вісімдесятих років він читав вірші вголос в щомісячному аудіожурналі NaGłos («УГолос»), публікувався у виданні Zapis — «Запис» та інших самвидавчих журналах. До 1981 року Філіпович належав до членів Спілки польських літераторів й у 1980—1981 був заступником голови її краківського відділу. Коли на той час у Польщі запроваджено воєнний стан і припинено діяльність цієї спілки, Філіпович був одним із організаторів незалежного літературного життя й налагоджував подання матеріальної допомоги літераторам, що потрапили в скруту. У 1981-му він належав до співзасновників щомісячника Pismo й обійняв посаду заступника головного редактора цього видання. У 1989-му році Корнель Філіпович став одним із засновників Товариства польських письменників і першим головою його краківського відділу.
Корнель Філіпович помер 28 лютого 1990 року від раку легень. Похований на Сальваторському цвинтарі в Кракові. На його смерть Віслава Шимборська написала вірш-реквієм plKot w pustym mieszkaniu («Кіт у порожньому помешканні»).

## Особисте життя
У 1945 році Філіпович одружився з видатною польською художницею українського походження Марією Яремою (1908—1958), мав з нею сина Александра (нар. 1943). У 1964-му вдруге одружився з Марією Прухніцькою, істориком мистецтва, у цьому шлюбі народився син Марцин (* 1964).
Від 1969 року й до смерті письменник підтримував зв'язок із Віславою Шимборською, однак вони не одружилися й не жили разом.

## Цікаві факти
- Філіпович перекладав твір Адама Міцкевича «Пан Тадеуш» цешинським різновидом діалекту Тешинської Сілезії. Збереглися фрагменти цього перекладу[8].
- Письменник влаштовував сплав на байдарках Віслою разом із членами родини та приятелями — Тадеушем Ружевичем, Юліаном Пшибосем, Артуром Зандауером та Йонашем Штерном[9]. Також любив ловити рибу, що відобразилося в його творах.

## Твори

### Поезія
- 1943 Mijani («Проминуті»)
- 1997 Powiedz to słowo («Скажи це слово»)

### Проза
- 1947 Krajobraz niewzruszony («Незворушний краєвид»)
- 1950 Księżyc nad Nidą («Місяць над Нідою»)
- 1950—1955 Nauka o ziemi ojczystej т. 1-2 («Наука про батьківську землю»)
- 1954 Profile moich przyjaciół («Профілі моїх друзів»)
- 1955 Ulica Gołębia («Вулиця Голубина»)
- 1955—1958 Niepokój młodego serca т. 1-2 («Неспокій молодого серця»)
- 1959 Ciemność i światło («Темрява і світло»)
- 1959 Po burzy («Після бурі»)
- 1960 Biały ptak («Білий птах»)
- 1960 Romans prowincjonalny («Провінційний роман»)
- 1961 Pamiętnik antybohatera («Щоденник антигероя»)
- 1962 Światło każdego dnia («Світло щодня»)
- 1963 Mój przyjaciel i ryby («Мій друг і риби»)
- 1964 Jeniec i dziewczyna («Полонений і дівчина»)
- 1965 Ogród pana Nietschke («Сад пана Нічке»)
- 1967 Mężczyzna jak dziecko («Чоловік — це дитина»)
- 1968 Opowiadania wybrane («Вибрані оповідання»)
- 1971 Co jest w człowieku («Що є в людині»)
- 1972 Śmierć mojego antagonisty («Смерть мого антагоніста»)
- 1973 Motywy («Мотиви»)
- 1974 Gdy przychodzi silniejszy («Коли приходить сильніший»)
- 1975 Światło i dźwięk, czyli o niedoskonałości świata («Світло і звук, або Про недосконалість світу»)
- 1977 Kot w mokrej trawie («Кіт у мокрій траві»)
- 1978 Dzień wielkiej ryby («День великої риби»)
- 1978 Zabić jelenia! («Вбити оленя!»)
- 1985 Miejsce i chwila («Місце і мить»)
- 1986 Krajobraz, który przeżył śmierć («Краєвид, що пережив смерть»)
- 1989 Rozmowy na schodach («Розмови на сходах»)
- 1991 Wszystko, co mieć można («Все, що можна мати»)
- 1995 Rozstanie i spotkanie: Opowiadania ostatnie («Розставання і зустріч: останні оповідання»)
- 1995 Rzadki motyl «Рідкісний метелик»
- 1999 Opowiadania wybrane («Вибрані оповідання»)
- 2000 Opowiadania cieszyńskie («Цешинські оповідання»)
- 2004 Modlitwa za odjeżdżających («Молитва за тих, що від'їжджають»)
- 2007 Cienie («Тіні»)
- Dlaczego ojciec wącha miętę («Навіщо батько нюхає м'яту»)
- Ja ciebie nie kocham («Я тебе не кохаю»)
- Mamy Polskę («Ми маємо Польщу»)

### Фільмографія

#### Сценарії
- 1956 Trzy kobiety («Три жінки»), за мотивами оповідання Корнеля Філіповича Trzy kobiety z obozu («Три жінки з концтабору»), кінофільм
- 1959 Miejsce na ziemi («Місце на землі»), кінофільм, спільно з Тадеушем Ружевичем
- 1962 Głos z tamtego świata («Голос із потойбіччя»), кінофільм, спільно з Тадеушем Ружевичем
- 1966 Piekło i Niebo («Пекло і небо»), кінофільм
- 1972 Szklana kula («Скляна куля»), за оповіданням Корнеля Філіповича Święty («Святий»), кінофільм
- 1975 Egzekucja w ZOO («Екзекуція в зоопарку»), за однойменним оповіданням Корнеля Філіповича, телефільм

#### Екранізовані твори Філіповича
- 1961 Romans prowincjonalny («Провінційний роман»), за однойменною повістю, телеспектакль
- 1969 Co jest w człowieku w środku («Що є всередині людини»), за оповіданням Co jest w człowieku («Що є в людині»), телефільм
- 1975 Biała ręka («Біла рука»), телеспектакль
- 1976 Romans prowincjonalny («Провінційний роман»), за однойменною повістю, телефільм
- 1980 Pyłek w oku («Порошинка в оці»), телеспектакль
- 1996 Dzień wielkiej ryby («День великої риби»), за однойменним оповіданням, кінофільм

## Українські переклади творів Філіповича
- «Чоловік — це дитина» (у книжці «Сучасна польська повість»). — К.: «Дніпро», 1977, переклад — Олена Медущенко
- Провінційний роман / Переклад з польської Юрія Матевощука. — Тернопіль: Видавництво «Крок», 2015 р. (книжка містить повість «Провінційний роман» та поетичну збірку «Скажи це слово»)[10]
- Провінційний роман. Скажи це слово / Переклад з польської Юрія Матевощука. — Тернопіль: Видавництво «Крок», 2020 р.
- Щоденник антигероя. Сад пана Нічке / Переклад з польської Юрія Матевощука. — Тернопіль: Видавництво «Крок», 2020 р.

## Нагороди
- 1947 Літературна премія міста Кракова
- 1955 Золотий Хрест Заслуги
- 1963 Офіцерський Хрест Ордена Відродження Польщі
- 1965 Нагорода Міністра культури і мистецтва Польщі ІІ ступеня за літературну творчість
- 1975 Нагорода Міністра культури і мистецтва Польщі І ступеня за літературну творчість

## Ушанування
- 1993 року в Польщі випущено документальний фільм про письменника Kornel Filipowicz («Корнель Філіпович»)
- У Цешині, на вулиці Ґурній, на будинку, де мешкав Філіпович, є меморіальна таблиця, присвячена йому[3].
- Іменем Корнеля Філіповича названо вулицю в Цешині.
- У 2020 році Юрій Матевощук разом з Юрієм Завадським відзняли відеосюжет про тернопільське коріння Корнеля Філіповича[11].